# 라피노스
라피노스(Raffinose)는 갈락토스, 글루코스, 프럭토스가 복합된 삼당류이다. 이것은 콩, 양배추, 방울다다기, 브로콜리, 아스파라거스, 그리고 다른 채소와 전곡에 들어있다. 라피노스는 인간의 소화계에 존재하지 않는 α-갈락토시데이스에 의해  D-갈락토스와 수크로스로 가수분해 될 수 있다. α-갈락토시데이스는 스타키오스, 베르바스코스와 같은 다른 α-갈락토사이드가 있다면 그것들을 가수분해한다. 이 효소는 다른 베타계열의 갈락토스를 쪼개지 못한다.